# 미야자키정
미야자키정(宮崎町)은 미야기현 가미군 2003년까지 존속했던 정이다. 현재는 가미정의 일부에 해당한다.

## 연혁
- 1889년 4월 1일 - 정촌제 실시와 함께 미야자키촌이 성립하였다.
- 1954년 7월 1일 - 가미이시촌과 합병해 미야자키정으로 승격해 성립하였다.
- 2003년 4월 1일 - 나카니다정, 오노다정과 합병해 가미정이 되었다.

## 행정
- 역대 촌장

초대 - 쓰치다 노보루(전 미야자키 정장)

## 지역

### 건강
- 평균연령:46.5
- 연령 중위수: 48.5

(2000년 인구조사)

### 교육
- 미야자키 정립 미야자키 중학교
- 미야자키 정립 미야자키 초등학교
- 미야자키 정립 아사히 초등학교
- 미야자키 정립 가미이시 초등학교

## 교통

### 도로
- 국도 347호선